# Cantó de Lilla-Sud
El cantó de Lilla-Sud és una divisió administrativa francesa, situada al departament del Nord i la regió dels Alts de França.

## Composició
El cantó de Lille-Sud comprèn una fracció de la comuna de Lilla: Centre-ville (del Boulevard de la Liberté fins a la rue des Postes), Wazemmes (de la rue des Postes al quartier de Moulins), la totalitat del quartier de Moulins i Lille-Sud (de la rue du Faubourg des Postes a la rue du Faubourg de Douai).

## Història
| Date d'elecció                        | Identitat               | Partit |
| ------------------------------------- | ----------------------- | ------ |
| 1976-1982                             | Edouard Derieppe        | PS     |
| 1982-1988                             | Maurice Chanal          | PS     |
| 1988-1997                             | Bernard Roman           | PS     |
| 1997-2004                             | Caroline Nio            | PS     |
| 2004-                                 | Marie-Christine Staniec | PS     |
| Les dades anteriors no són conegudes. |                         |        |
|                                       |                         |        |

## Demografia
| 1962 | 1968 | 1975 | 1982 | 1990 | 1999   | 2006   |
| ---- | ---- | ---- | ---- | ---- | ------ | ------ |
| -    |      |      |      |      | 44.380 | 47.095 |